# Síndrome de la nariz vacía
El síndrome de la nariz vacía (SNV) –denominado en lengua inglesa empty nose syndrome (ENS)- es el término médico acuñado por  Eugene Kern de la Clínica Mayo en 1994 para describir una afección nasal crónica, debilitante, rara e iatrogénica que es causada cuando la fisiología nasal resulta dañada-lisiada por una excesiva resección o reducción de los cornetes nasales inferiores y/o de los cornetes medios que los incapacita para desempeñar su función.
Los principales síntomas que sufren los pacientes son sequedad de la mucosa nasal con partes de la misma que sufren metaplasia escamosa, congestión del resto de los tejidos nasales y obstrucción paradójica (pérdida de la sensibilidad al flujo aéreo nasal), lo que da lugar a que los pacientes sufran aturdimiento, mareo e incluso disnea. Los pacientes manifiestan que estos síntomas afectan gravemente a su calidad de vida y a su bienestar, ya que les impiden concentrarse, les provocan una preocupación constante por sus dificultades respiratorias, les generan ansiedad y les causan depresión clínica. 
Parece que en muchos casos los síntomas comienzan a manifestarse plenamente solo tras años después de la cirugía (8 años por término medio).
La terapia no quirúrgica para tratar los síntomas se centra en realizar lavados nasales a diario, en la aplicación endonasal de geles y cremas hidratantes y en la toma de antidepresivos para tratar la depresión -más del 50% de los pacientes sufren depresión clínica- y la ansiedad, cuando éstas se presentan. 
En la actualidad el tratamiento quirúrgico tiene por finalidad tratar de estrechar la fosa nasal creando un "nuevo cornete" con materiales de implante submucosos (hueso, cartílago) y materiales de implante comerciales biológicos o sintéticos (Alloderm o Plastipore), implantados en el septum o en la pared lateral de la fosa nasal. 

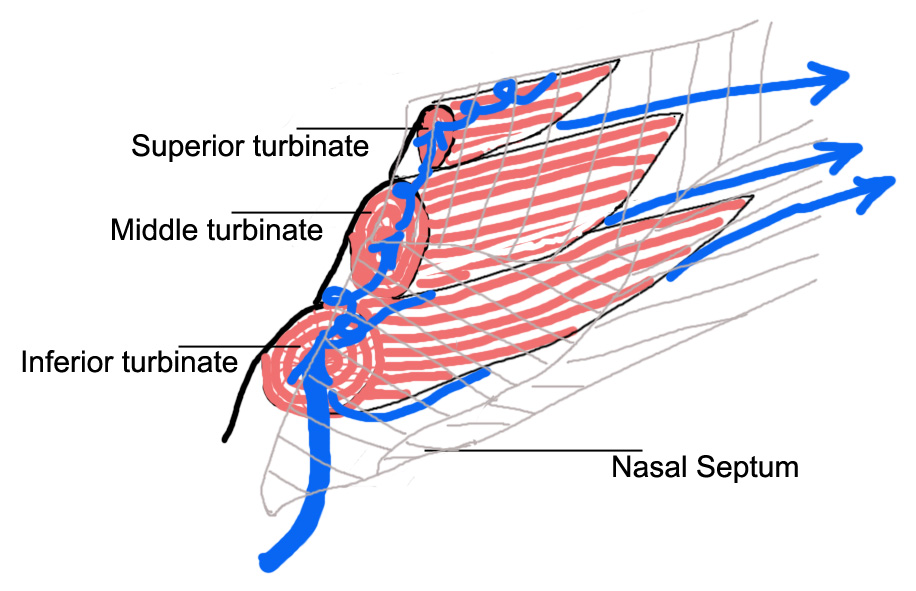
Estructura de los cornetes.

## Síntomas físicos y patología
Los pacientes con el SNV pueden sufrir diversas dolencias. Pero una de las principales consiste en su dificultad para respirar profunda y lentamente, pese a tener una vía aérea o fosa nasal muy despejada. A este síntoma se lo conoce con el nombre de "obstrucción nasal paradójica", consistente principalmente en la pérdida de velocidad del flujo aéreo nasal, en que éste no se dirige hacia el meato medio y en la pérdida de su sensación. 
También sufren dolor o quemazón al inspirar aire frío, drenaje, dificultad para sonarse la nariz, sequedad nasal, costras y dificultad para dormir bien lo que les conduce a la fatiga o cansancio crónico. 
La gravedad de esas dolencias difiere considerablemente de un sujeto a otro. Algunos pacientes padecen solo ligeros síntomas, mientras que otros pueden ser considerados "verdaderos lisiados nasales", estando su calidad de vida enormemente mermada. La severidad de los síntomas normalmente se corresponde con la cantidad de tejido turbinal eliminado, con la localización de la resección efectuada (anterior, posterior o antero-posterior) y, por supuesto, del estado de la mucosa restante.
Bajo examen la cavidad nasal aparece anormalmente espaciosa, carente de uno o de ambos cornetes inferiores y/o medios o de parte de ellos. La patología de la mucosa varía enormemente. En algunos pacientes la mucosa está seca y pálida a causa de la metaplasia, mientras que en otros está roja a causa de las infecciones crónicas. Asimismo, los pacientes podrían tener costras.
Se cree que las causas de los síntomas son la alteración de la aerodinámica del flujo aéreo nasal, la pérdida de receptores sensoriales de la nariz y la disminución de la resistencia nasal debidas a la eliminación excesiva de tejido turbinal, en particular a la eliminación de porción anterior del cornete inferior.
Los pacientes, además, pueden manifestar los siguientes síntomas: 
- Sensación de vacío nasal.
- Puede ocurrir que la nariz apenas produzca moco o, todo lo contrario, que los pacientes sufran episodios de rinorrea excesiva.
- La nariz de los pacientes con el SNV puede expeler un olor nauseabundo.
- Asimismo, sienten mucosidad espesa en la parte posterior de la garganta.
- Hiperventilación.
- Cierta sequedad ocular y de la piel.
- Dificultades del habla.
- Sinusitis crónica, goteo postnasal, presión en los oídos y/o líquidos en los mismos.
- Empeoramiento de las síntomas previos a la cirugía nasal como la rinitis alérgica.
- Dolor facial, dental y de cabeza recurrentes.
- Desórdenes respiratorios del sueño (sueño superficial y/o apnea obstructiva del sueño), por lo que se sienten cansados al levantarse por la mañana. Su sueño no es reparador, por lo que pueden llegar a padecer una fatiga crónica.
- Pesadillas.
- Aturdimiento y dificultad para concentrarse (“aprosexia nasalis”), así como para realizar tareas mentales.
- Hipertensión.
- Desequilibrios metabólicos y hormonales.
- Reflujo gastroesofágico (GERD).
- Ganancia significativa de peso.
- Incremento de la sensibilidad pulmonar a agentes irritantes volátiles, tales como perfumes fuertes y al aire frío.
- Disminución del sentido del olfato y/o gusto. Este síntoma puede dar lugar a confusión porque, pese a existir una disminución del sentido del olfato al mismo tiempo también tiene lugar una hipersensibilidad a los componentes químicos ligeros y volátiles, como los humos y los agentes irritantes.
- Falta de energía.
- Estrés
- Desesperanza, deseos suicidas -se han registrados suicidios de estos pacientes-, apatía, sentimiento de agobio, están irritables, tienden a evitar el contacto social y sufren pérdida de autoestima y del bienestar.

## Etiología
El SNV puede resumirse básicamente en el padecimiento de dos síntomas principales: sequedad crónica de la mucosa nasal, que podría conducir a la atrofia de la mucosa y la cual provoca la falta de aire y la congestión y, segundo, la obstrucción paradójica -dificultad para respirar sentida como disnea o aturdimiento, a pesar de la fosa nasal está despejada-.

### Sequedad crónica
Los cornetes son las principales estructuras nasales que humidifican, regulan la temperatura, filtran, controlan y sienten el flujo aéreo nasal. Su integridad y su correcto funcionamiento son cruciales para mantener una buena salud nasal y sinusal, así como la fisiología nasal. 
En el caso del SNV la sequedad se debe a la pérdida de demasiado tejido turbinal, en especial la porción anterior y baja del cornete inferior, lo que priva al resto de la mucosa de la protección de los cornetes (la protección física y fisiológica de la regulación de la temperatura y de la humidificación). Esta sequedad conduce a la metaplasia y a la sequedad crónica del resto de la mucosa, lo que podría conducir a la atrofia nasal de ciertas partes de la misma e incluso a una rinitis atrófica total o al estadio final de esta última, conocido como ocena u ozena.
A menudo es muy complejo diagnosticar el SNV porque suele ser común hallar hipertrofiados los tejidos restantes tras la cirugía como reacción típica a la sequedad y a la irritación constantes. Esto causa que el paciente sufra congestión, lo que añadida a la obstrucción paradójica, complica mucho más su diagnóstico. De hecho, la sintomatología de algunos pacientes empeora porque como consecuencia de la sobrestimación por partes de los médicos de la congestión nasal y la incomprensión de que el problema principal que tiene el paciente es la obstrucción paradójica, se sometieron a nuevas cirugías de reducción turbinal. 

### Obstrucción paradójica

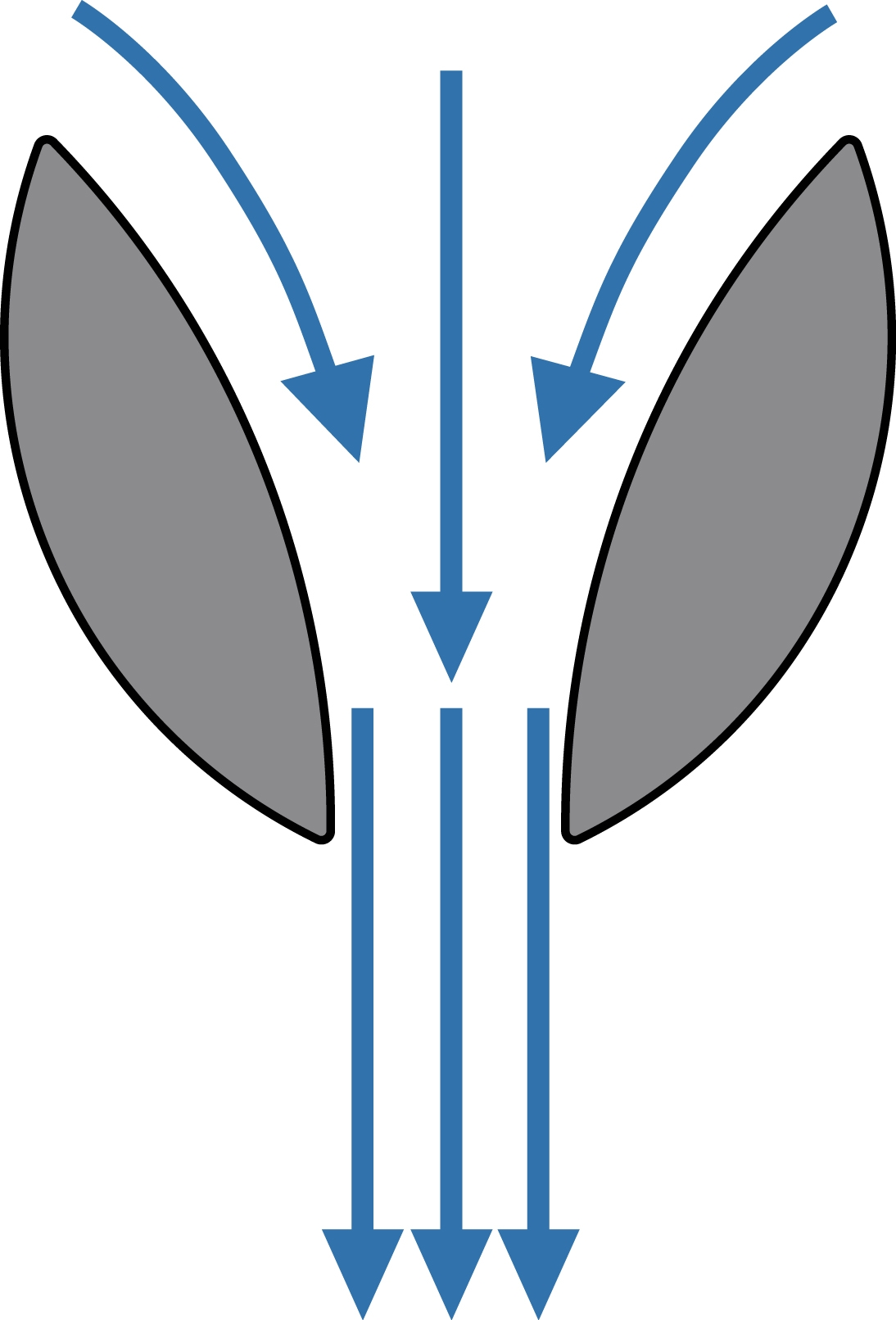
Efecto Venturi

Los cornetes controlan y procesan el flujo aéreo nasal aerodinamizándolo al ir atravesando la nariz, de tal modo que incrementan significativamente la superficie de la mucosa nasal que está en contacto con dicho flujo y ello sin diminuir su velocidad. En realidad, los cornetes elevan la velocidad de dicho flujo, aunque le ofrezcan resistencia, lo que se debe al principio de Venturi.
Cuando los cornetes son reducidos en exceso se amplía en demasía el conducto natural del meato por el que fluye el aire, lo que provoca que la velocidad del flujo aéreo disminuya demasiado dificultando la respiración de los pacientes, a pesar de contar ahora con una vía aérea muy despejada. A este fenómeno se lo conoce como "obstrucción nasal paradójica" que se debe a la pérdida del efecto Venturi, cuando se alteran los contornos naturales de los conductos nasales por donde pasa el aire.
El fenómeno de la “obstrucción paradójica” ha sido repetidamente demostrado en estudios que simulan el flujo aéreo nasal, usando para ello modelos anatómicos con medios mecánicos de observación y modelos informáticos. Los resultados evidencian el impacto adverso de las turbinectomías en los patrones del flujo aéreo nasal.
Se cree que la obstrucción nasal paradójica se intensifica debido a importantes factores que interactúan junto con la pérdida de control del flujo aéreo tras turbinectomías demasiado agresivas como la pérdida de la sensibilidad al flujo aéreo nasal:
a) Los cornetes son un reconocido centro de receptores del flujo aéreo (detectan su movimiento, lo presionan y regulan su temperatura) que alertan al cerebro de que se respira lo suficiente para sustentar la vida.
b) La sequedad y la metaplasia que padece el resto de la mucosa la hace insensible al estímulo que debería recibir del flujo aéreo.
c) La pérdida de control del flujo aéreo nasal en la región de la válvula nasal y en la parte anterior de la fosa nasal reduce la superficie de aire que contacta con la mucosa, lo que conlleva la reducción de la sensación del flujo aéreo nasal.

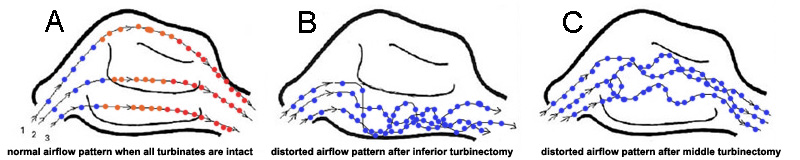
Patrones del flujo aéreo nasal distorsionados tras turbinectomías inferiores y medias

## Terminología
Las turbinectomías se han realizado durante más de 100 años. No obstante, a los especialistas en otorrinolaringología (otorrinolaringólogos, rinólogos) tradicionalmente se les ha enseñado a respetar los cornetes nasales por ser una parte vital de la anatomía y la fisiología nasales. Únicamente a finales del siglo XX comenzaron a romper esta tradición considerando los cornetes como estructuras que podían ser radicalmente resecadas sin graves consecuencias para la fisiología nasal. Esto causó un aumento drástico del número de pacientes que manifestaban haber sido dañados por este tipo de cirugía. El término “empty nose syndrome” fue acuñado en 1994 por el doctor Eugene Kern después de una observación hecha por su colega sueca, la doctora Stenqvist, que estaba de visita en la Clínica Mayo, la cual, al examinar algunas tomografías axiales computarizadas (TAC) de pacientes, dijo que sus fosas parecían “vacías”.
En la actualidad la tendencia está cambiando de nuevo, puesto que la inmensa mayoría de los estudios publicados en las últimas décadas acerca de las turbinectomías abogan por que se preserven los cornetes tanto como sea posible, haciendo hincapié en la importancia del papel insustituible de los mismos para la salud y la fisiología nasales.

### La controversia en torno a la definición del SNV
El SNV es una afección muy poco investigada y pobremente definida. Existe mucha confusión acerca de si es un tipo de rinitis atrófica secundaria o si simplemente estamos ante una nariz lisiada con síntomas que emitan los de una rinitis atrófica.
Moore y Kern (2001) afirman que el SNV es un tipo de rinitis atrófica secundaria.
Houser (2009) afirma que es una afección distinta que se parece más al estado de una nariz lisiada que a una enfermedad progresiva, como sería el caso de una rinitis atrófica y que los síntomas pueden ser parcialmente aliviados con un implante quirúrgico que estreche la fosa nasal en ubicaciones claves, de tal modo que imiten la función del tejido turbinal o de los cornetes que han sido eliminados.
No obstante, existe mucha confusión y falta de coherencia en la literatura médica acerca de si la rinitis atrófica secundaria se manifiesta de la misma forma que lo hace la rinitis atrófica primaria. 
Cottle (1958) describe una afección diferenciada consistente en una atrofia de la mucosa progresiva y lenta que acontece después de las turbinectomías radicales y que puede preceder a la aparición del desarrollo total de los síntomas de la rinitis atrófica a lo largo de muchos años. Por tanto, Cottle insta a sus colegas a realizar una exploración atenta observando si existen partes de la superficie mucosa que puedan estar crónicamente secas, pues las mismas podrían ser áreas que están parcial o completamente atróficas. Asimismo, Cottle recomienda realizar implantes en ubicaciones claves con el objeto de estrechar la cavidad nasal (generalmente las paredes laterales).
Casi todo el mundo está de acuerdo en que el SNV predispone a la mucosa nasal a un lento, pero progresivo desgaste –atrofia de la mucosa- que puede manifestarse en las etapas tempranas como una rinitis seca (sequedad crónica e hipertrofia) terminando en la atrofia de áreas pequeñas o amplias de la mucosa nasal.
La confusión y la carencia de un criterio claro sobre cómo diagnosticar el SNV ha dado lugar a que el mismo esté siendo infradiagnosticado desde que las turbinectomías radicales se hicieron cada vez más populares en los años ochenta del siglo XX, después de haber estado condenadas durante muchos años.

## Tratamientos
Se dividen en no quirúrgicos y quirúrgicos.

### Tratamientos no quirúrgicos
Los tratamientos no quirúrgicos tienen como finalidad conservar y mejorar la salud de la mucosa nasal que no fue eliminada de la nariz intentando mantenerla húmeda y libre de infecciones e irritaciones e intentando mantener un buen riego sanguíneo en la nariz:
- Manteniendo las fosas nasales húmedas usando un spray nasal con solución salina al objeto de humedecer de forma rápida, sencilla y a intervalos de una hora las fosas nasales.

- Realizando 2 lavados o irrigaciones nasales (mañana y noche). En general, se recomienda usar solución salina isotónica (suero fisiológico), esto es, cuyo contenido en sal esté en la misma proporción que la que se encuentra en nuestro cuerpo. Una proporción más alta de sal puede secar aún más la mucosa. Muchos pacientes prefieren usar una solución Ringer Lactato, pues les alivia la mucosa nasal más que el suero fisiológico. Existen algunos estudios empíricos que respaldan esta afirmación. El objetivo de los lavados nasales es arrastrar la mucosidad seca adherida, evitando infecciones.

- Usando cremas o geles intranasales hidratantes aplicándolos justo antes de ir a la cama, para evitar de ese modo que parte de la pomada salga al exterior al sonarse la nariz.

- Se puede usar aceite de sésamo o de oliva virgen extra con una acidez no superior al 0,5% y aplicarlo tópicamente con el fin de proteger la mucosa nasal de la sequedad. Los ungüentos nasales sirven para reducir la sequedad y mejorar la protección de la parte anterior de la fosa nasal que es la más expuesta.

- Si se sufre de ocena, realizar lavados nasales con 80 mg de gentamicina.

- Seguir una dieta rica en vitamina A o retinol, lo que ayuda a la formación y mantenimiento de las membranas mucosas.

- Medicación sistemática bajo indicación facultativa para el dolor o la depresión. El 50% de los pacientes con el SNV sufren dolor o depresión.

- Usar un humidificador que expela vapor fresco en la estancia donde se permanezca.

- Tomar sopa de pollo, ya que contiene cisteína, componente que ayuda a diluir la mucosidad y tomar infusiones calientes o templadas con miel para suavizar la garganta en que en algunos casos también seca.

- Beber al menos 2 litros de líquido (agua, zumos, infusiones, etc.) al día.

- Evitar los productos con cafeína, ya que impiden disfrutar de un sueño adecuado. Éste es muy importante para lograr una buena salud en general y de la mucosa nasal en particular.

- Los tratamientos alternativos o complementarios como la acupuntura, el shiatsu y la terapia craneosacral pueden ayudar a mejorar el riego sanguíneo de la región nasal y mejorar su función nerviosa y reducir su inflamación.

- Dormir con una máquina CPAP (máquina de presión positiva continua de aire). La CPAP restaura la presión negativa a los pulmones y mejora la sensación del flujo de aire nasal. Asimismo, mejora la resistencia nasal a los pulmones en la exhalación, permitiendo un cambio de gases en los alvéolos durante un intervalo más prolongado. Lubricarse con aceite de sésamo antes de usar la CPAP ayuda a evitar la sequedad nasal, en el caso de que la CPAP la aumente. También puede adquirirse una CPAP con humidificador incorporado.

- Realizar ejercicio con regularidad y mantener una buena salud general con el fin de reducir el riesgo de que los síntomas empeoren.

### Tratamientos quirúrgicos
El tratamiento quirúrgico tiene como finalidad estrechar el excesivo espacio que la turbinectomía o la turbinoplastia agresiva causó en la fosa nasal, bien aumentando el volumen de los cornetes parcialmente eliminados mediante el implante de material biológico, en los casos en que al menos el 50% del cornete inferior se conserve desde la parte anterior a la posterior o bien creando "nuevos cornetes" mediante implantes submucosos en el septum, en el suelo nasal o en la pared lateral en los casos en que no pueda aumentarse el volumen de los cornetes. En muchos casos lo mejor es combinar ambos métodos. Lo esencial en el abordaje quirúrgico es restaurar la estructura del interior de las fosas nasales (los meatos inferiores, medios y superiores) y lograr la resistencia nasal necesaria a fin de conseguir la restauración de una buena aerodinámica, humidificación, regulación de la temperatura, filtración y de la capacidad de sentir el flujo aéreo nasal.
La planificación prequirúrgica tiene una importancia fundamental para lograr el éxito. Mediante el test del algodón (se ubican trozos de algodón humedecidos en suero fisiológico en distintos emplazamientos de la fosa nasal) el cirujano trata de averiguar el mejor emplazamiento para el implante. Haciendo esto restringe y normaliza los patrones del flujo aéreo nasal, restaura la resistencia nasal y mejora la sensación de la corriente o flujo de aire nasal. Intentando diferentes localizaciones de acuerdo con las sensaciones del paciente y su reacción es posible precisar el emplazamiento más o menos exacto de los implantes y estimar sus medidas. 
El tejido turbinal es único y no hay potenciales zonas donantes en el cuerpo de las cuales conseguir un tejido similar. Sin embargo, en la nariz, la forma de su interior es muy importante para su correcta función (la forma hace a la función). Por lo tanto, es posible restaurar en parte la función nasal restaurando los contornos y proporciones naturales de las fosas nasales. Es posible crear algo artificial parecido a la estructura de un cornete en las fosas nasales y, de ese modo, recuperar parcialmente las capacidades de la nariz para resistir, aerodinamizar, calentar, humidificar, filtrar y sentir el flujo de aire adecuadamente.
- Video que muestra un implante en la pared lateral para tratar el SNV
- Video que muestra un típico implante de Alloderm para tratar el SNV

#### Materiales de implante
El aumento del volumen submucoso y mucoso para crear un nuevo cornete puede lograrse implantando algún material entre el hueso/cartílago y también dentro de la capa submucosa. Se han usado muchos materiales en los últimos cien años. En la mayoría de los casos esta operación fue usada para restaurar la temperatura y la humedad de los sujetos que sufrían atrofia nasal.
En general, los materiales de implante se dividen en 3 grupos:
- Autoinjertos: huesos, cartílagos, grasa, etc. han sido implantados de una parte del cuerpo a otra. Los problemas que surgen en este caso son los relacionados con la escasez de tejidos y los altos ratios de absorción de los mismos, tal y como muestran estudios hechos a largo plazo. Un estudio en China informó del éxito a largo plazo del implante de hueso ilíaco.[13]

- Materiales sintéticos, tales como hidroxiapatita, fibrina, teflón, goretex, plastipore resuelven el problema de la escasez de los autoinjertos, son fáciles de moldear y no tienden a ser absorbidos, pero tienen un alto ratio de rechazo y, a veces, dan lugar a infecciones. Se ha informado de un caso de buena retención de la hidroxiapatita en un paciente en el año 2000, si bien el seguimiento que hace el estudio se limita a un periodo de un solo año.[14]

- Aloinjertos: en las últimas décadas los científicos han sido capaces de crear y eliminar marcadores genéticos en los tejidos humanos básicos (como la dermis) de donantes y, de ese modo, poder suministrar material de implante humano natural que no estimule el sistema inmunitario, para no provocar su rechazo. Un buen ejemplo de tales materiales es la dermis acelular humana que se comercializa con el nombre de “Alloderm”. No produce rechazo y en la mayoría de las zonas retiene gran parte de su volumen durante un largo tiempo.[14]

El material ideal de implante, distinto al tejido turbinal real, debería ser algo con ratios de escaso rechazo, riesgo de infección mínimo y, sobre todo, que proporcione una estructura fuerte y dé soporte suficiente y, al mismo tiempo, permita una buena permeabilidad a la incorporación de los vasos sanguíneos, lo que parece ser clave para evitar su reabsorción a largo plazo.

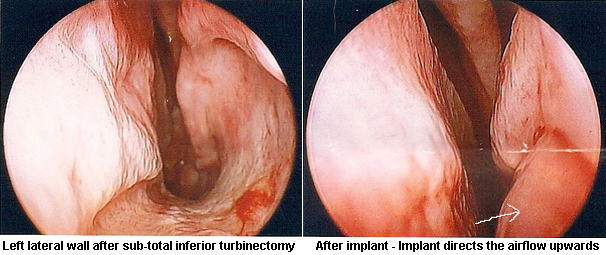
Antes y después de la implantación de la pared lateral con Alloderm para simular la función de la falta cornete inferior

## Próximos avances
Los implantes para el SNV han empezado a efectuarse en años recientes y solo son practicados por habilidosos cirujanos. No obstante, empieza a evidenciarse la mejoría de la mayoría de los pacientes que se ha sometido a ellos a corto y medio plazo. Sin embargo, están lejos de ser la solución perfecta.
La completa curación del SNV solo será posible cuando el problema sea reversible y los tejidos de los cornetes eliminados sean regenerados mediante la aplicación de técnicas de la medicina regenerativa o de la ingeniería tisular.
Se espera que la ingeniería de tejidos empezará a interesarse en la reconstrucción funcional del interior de la nariz, ya que las tasas de complicación de la cirugía nasal están entre las más altas en comparación con la mayoría de los otros tipos de cirugía.
- Artículo acerca del tratamiento quirúgico del síndrome de la nariz vacía publicado por el Dr. Steven M. Houser en la revista Archives of Otolarygology-Head & Neck Surgery con el título Surgical Treatment for Empty Nose Syndrome.

## Citas de la literatura médica
"El síntoma que más frecuentemente indica el SNV es la obstrucción paradójica: los sujetos podrían tener una fosa nasal muy grande porque carecen de tejido turbinal, pero manifiestan que no pueden respirar bien. No existe una senda clara para describir la sensación respiratoria que experimentan los pacientes con el SNV. Algunos pacientes podrían manifestar que sienten su nariz “taponada", por carecer de una mejor forma de decir lo que sienten, mientras que otros relatan que sus narices están demasiado abiertas, aun cuando no parecen poder inflar sus pulmones adecuadamente; ellos sienten que necesitan más resistencia para hacerlo. Los pacientes con el SNV no sienten el flujo de aire pasar a través de sus fosas nasales, mientras que sus estructuras distales (faringe, pulmones) hacen detectar la inspiración; los sistemas nerviosos centrales de los pacientes reciben información contradictoria. Esos pacientes parecen estar en un constante estado de disnea y podría describirse como una sensación de sofoco. Las sensaciones respiratorias constantemente anormales provocan a estos pacientes estar consecuentemente preocupados con su respiración y sensaciones nasales y esto a menudo los incapacita para concentrarse (aprosexia nasalis), fatiga crónica, frustración, irritabilidad, enfado, ansiedad y depresión)(HOUSER, S.M. Surgical Treatment for Empty Nose Syndrome. Archives of Otolaryngology Head & Neck Surgery. Vol. 133, (No. 9), septiembre, 2007, pp. 858-863).
"La eliminación excesiva de tejido turbinal podría dar lugar al síndrome de la nariz vacía. La resección excesiva podría dar lugar a costras, hemorragia, dificultad respiratoria (a menudo una sensación paradójica de obstrucción), infecciones recurrentes, olor nasal, dolor y con frecuencia depresión clínica. En un estudio, el comienzo significativo de los síntomas ocurría después de más de ocho años tras las turbinectomías" (RICE, D.H., KERN, E.B., MARPLE, R.L., FRIEDMAN, W.H. The turbinates in nasal and sinus surgery: A consensus statement.. ENT – Ear, Nose & Throat Journal. Febrero de 2003; pp. 82-83.).
"Reducción y resección turbinal: desafortunadamente, el síndrome de la cavidad nasal ancha debida a la reducción o resección del cornete inferior (o del cornete medio) se ve aún frecuentemente en las consultas. Cuando es causada por la turbinectomía (subtotal), apenas puede ser considerado una complicación, sino que es un “crimen nasal”. Esta condición iatrogénica puede ser fácilmente evitada reduciendo la hipertrofia de cornetes usando técnicas preservadoras de la función intraturbinal" (HUIZING, Egbert H., DE GROOT, John. Functional Reconstructive Nasal Surgery. By Egbert H. Huizing, John De Groot. Hard-cover publication by Thieme, 2003. pág. 285).
"El síndrome de la nariz vacía: algunos pacientes que han tenido una escisión de los cornetes inferiores o medios podrían informar de síntomas a partir de ello. Ellos podrían informar de una reducción en el moco nasal, de sequedad nasal o sensación de obstrucción o bloqueo y una reducción general en su sentimiento de bienestar. Fuera de lo concerniente a este problema, muchos cirujanos son ahora reacios a practicar una cantidad significativa de turbinectomía quirúrgica. Como resultado, la preservación de tanto tejido turbinal como sea posible por muchos es una importante parte del manejo quirúrgico. Muchos cirujanos únicamente eliminarán una muy pequeña porción del cornete medio si es absolutamente necesario en orden a lograr una adecuada visualización o a eliminar tejido debilitado. Las descripciones de la amplitud de la resección podría ser variable, y el endoscopista debería hacer una evaluación independiente de la cantidad de resección realizada. La ablación por radiofrecuencia de los cornetes (p.e. somnoplastia) no ha causado los mismos problemas que la reducción quirúrgica de los cornetes" (TICHENOR, Wellington S., MD; ADINOFF, Allen, MD; SMART, Brian, MD; & HAMILOS, Daniel, MD. The American Academy of Allergy Asthma Immunology Work Group Report: Nasal and Sinus Endoscopy for Medical Management of Resistant Rhinosinusitis, Including Post-surgical Patients November, 2006. Prepared by an Ad Hoc Committee of the Rhinosinusitis Committee.)
"La eliminación completa de un cornete inferior por una afección benigna es enérgicamente desaconsejable, porque la eliminación del cornete inferior puede dar lugar a una atrofia nasal y a una persona con una vida miserable. Tales personas son desafortunadamente aún vistas en la consulta del autor; estas personas son lisiados nasales" ("Otolaryngology – Head and Neck Surgery", capítulo 23, pág. 496. Capítulo escrito por el Dr. Kern. Obra del Dr. Meyyerhoff y del Dr. Rice, publicado por The W.B. Saunders Company, 1992).
"La turbinectomía total inferior ha sido propuesta como tratamiento para la obstrucción nasal resistente a otros métodos de tratamiento más conservadores. Tradicionalmente, ha sido criticada debido a sus adversos efectos nasofisiológicos. En este estudio, pacientes que han tenido previamente efectuada una turbinectomía inferior total eran evaluados con el uso de un amplio cuestionario. Este confirma que la turbinectomía inferior total acarrea una morbilidad significativa y debería ser erradicada" (MOORE, G.F., FREEMAN, T.J., OGREN, F.P. & YONKERS, A.J. Extended Follow-Up Of Total Inferior Turbinate Resection For Relief Of Chronic Nasal Obstruction en Laryngoscope. Septiembre, 1985; pp. 1095-1099).
"El cornete inferior no debería ser nunca completamente eliminado. La excesiva eliminación permite un chorro de ventilación en la inspiración con lo que el moco se evapora y llega a ser tan viscoso que impide la acción ciliar… En algunos casos en los que el cornete inferior ha sido eliminado demasiado profusamente, la pérdida de la acción vascular y la excesiva anchura de la ventana de la nariz dan lugar a la molestias, a una faringitis seca y una laringitis, con dificultad para eliminar la secreciones estancadas de la nariz. La pérdida del cornete podría conducir a una rinitis atrófica o incluso ocena" (THOMSON, St. C & NEGUS, VE. Inflammatory diseases. Chronic Rhinitis. Diseases of the nose and throat, 6.ª edición. London: Cassel & Co. Lmt. 1955; pp. 124-145).
"…La resistencia al aire que fluye durante la inspiración y durante la espiración es necesaria para mantener la elasticidad de los pulmones" (COTTLE, M.H. Nasal Breathing Pressures and Cardio-Pulmonary Illness. The Eye, Ear Nose and throat Monthly. Vol. 51, septiembre, 1972).

## Últimas publicaciones científicas sobre el SNV
En el siguiente enlace puede hallar los últimos estudios científicos sobre el SNV 
Conferencia de los doctores Houser y Bodlaj en Lichtenfels (Alemania) el 5 de junio de 2011 

## Reflejo del síndrome en la prensa internacional
- "Sniffing at Empty Nose Idea" es un artículo publicado en Los Angeles Times en mayo de 2001 que trata acerca del síndrome de la nariz vacía.

- Syndrome du "nez vide" un handicap nasal méconnou, publicado en el periódico regional francés L'indépendant.

- Le calvaire du nez vide, publicado en el periódico regional francés Paris Normandia.

## Testimonios de pacientes con el SNV
- Testimonio personal de Christopher Martin, autor del libro Having nasal surgery? Don't You Become An Empty Nose Victim!

- Otros testimonios: